# European Federation of American Football
European Federation of American Football, förkortat EFAF bildades 1993 och är förbundet för amerikansk fotboll i Europa. Det är erkänt av International Federation of American Football (IFAF). EFAF:s huvudmål är att främja och utveckla amerikansk fotboll, flaggfotboll, cheerleading och liknande aktiviteter i Europa.

## Medlemmar[2]

### Fullvärdiga medlemmar
| - Belgien - Danmark - Finland - Frankrike - Irland - Italien - Luxemburg - Norge | - Polen - Ryssland - Schweiz - Serbien - Spanien - Storbritannien - Sverige | - Tjeckien - Turkiet - Tyskland - Ukraina - Ungern - Vitryssland - Österrike |

### Associerade medlemmar
- Moldavien

### Tillfälliga medlemmar
- Kroatien
- Nederländerna

### Anknutna medlemmar
- Estland
- Portugal
- Rumänien
- Slovakien
- Slovenien

## Turneringar
EFAF organiserar flera klubbturneringar. Turneringen på högsta nivå är European Football League som avslutas med det årliga Eurobowl. Under denna finns EFAF Cup, en motsvarande turnering för klubbar från lägre nivåer. Den tredje nivån har två turneringar; EFAF Challenge Cup (med mindre klubbar från i huvudsak Syd- och Östeuropa) och EFAF Atlantic Cup (med mindre klubbar från Nordeuropa).